# Воробьёв, Николай Павлович
Никола́й Па́влович Воробьёв (13 декабря 1922, д. Малышкино, Костромская губерния — 3 декабря 2013, Волгореченск) — участник Великой Отечественной войны, наводчик орудия 1666-го истребительно-противотанкового артиллерийского полка 38-й армии 1-го Украинского фронта, Герой Советского Союза (1944), младший сержант.

## Биография
Родился в деревне Малышкино, ныне Солигалического района, в семье крестьянина. Окончил 7 классов Ильинской школы. До призыва в армию работал в родном колхозе.
В октябре 1941 года был призван на фронт, направлен в школу младших командиров, получил военную специальность наводчика артиллерийского орудия. Воевал на первом Украинском фронте в артиллерийском истребительном противотанковом полку в качестве командира орудийного расчёта. Сражался под городом Ржевом, на Курской дуге, освобождал Киев.

Указом Президиума Верховного Совета СССР «О присвоении звания Героя Советского Союза генералам, офицерскому, сержантскому и рядовому составу Красной Армии» от 10 января 1944 года за «образцовое выполнение боевых заданий командования на фронте борьбы с немецкими захватчиками и проявленные при этом отвагу и геройство» гвардии младшему сержанту Воробьёву Николаю Павловичу присвоено звание Героя Советского Союза с вручением ордена Ленина и медали «Золотая Звезда».

Дошёл до Польши, но из-за контузии и ранения по состоянию здоровья, имея вторую группу инвалидности, в сентябре 1945 года был демобилизован.
Вернувшись на родину, окончил партийную школу и 12 лет возглавлял Лосевский сельсовет. Позднее снова трудился в колхозе, был заместителем председателя артели, секретарём партийного бюро.
В 1964 году с семьёй приехал на строительство КГРЭС в г. Волгореченск. Стал первым начальником пожарной части, затем перешёл начальником группы караула ВОХРа на КГРЭС. С первых дней проживания в Волгореченске проводил активную работу по военно-патриотическому воспитанию подрастающего поколения. Постоянно выступал с воспоминаниями о войне перед учащимися профессионального лицея № 17 и общеобразовательных учреждений города. Принимал участие в проведении военно-спортивной игры «Зарница», смотрах строя и песни, парадах и митингах. В музее Боевой славы общеобразовательного учреждения «лицей № 1» имеется экспозиция, рассказывающая о подвиге Воробьёва, и он часто встречался с учащимися, членами музея.
Участвовал в юбилейных парадах Победы на Красной площади и после приезда из Москвы всегда делился впечатлениями с молодёжью на классных часах и встречах. Вместе с молодёжью и школьниками принимал участие во всех общегородских мероприятиях: посадке деревьев, митингах, шествиях, торжественных заседаниях.
Почётный гражданин города Волгореченска (1989).
Умер 3 декабря 2013 года. Похоронен в Волгореченске на аллее почётных захоронений старого городского кладбища.

## Награды
- Медаль «Золотая Звезда» Героя Советского Союза.
- Орден Ленина.
- Орден Отечественной войны I степени.
- Орден Красной Звезды.
- Медали, в том числе:
  - медаль «За победу над Германией в Великой Отечественной войне 1941—1945 гг.»;
  - юбилейная медаль «Двадцать лет Победы в Великой Отечественной войне 1941—1945 гг.»;
  - юбилейная медаль «Тридцать лет Победы в Великой Отечественной войне 1941—1945 гг.»;
  - юбилейная медаль «Сорок лет Победы в Великой Отечественной войне 1941—1945 гг.».

## Память
- В городе Волгореченске имя Героя Советского Союза Н. П. Воробьёва носит лицей № 1. На здании лицея установлена мемориальная доска. Ещё одна мемориальная доска в честь Воробьёва на здании пожарной части № 55[5].